# باريك آب (قيلاب)
باریك آب (بالفارسية: بار یک‌آب) هي منطقة سكنية تقع في قسم قيلاب الريفي، بمقاطعة أنديمشك التابعة لمحافظة خوزستان، إيران. يقدر عدد سكانها بـ 77 نسمة حسب الإحصاء السكاني الذي تمّ في عام 2006.